# Werner Icking Music Archive
Werner Icking Music Archive (spesso abbreviato WIMA) è stato un archivio web di spartiti musicali di opere di pubblico dominio, distribuiti sotto licenza libera. Gli spartiti erano realizzati da volontari e distribuiti in formato .pdf, spesso assieme ai file usati per generarli. WIMA ha continuato il lavoro del defunto progetto GMD Music Archive (Gesellschaft für Mathematik und Datenverarbeitung), fondato da Werner Icking. Alla morte di Icking (nel 2001) il progetto è stato rinominato in Werner Icking Music Archive e l'amministrazione è stata assunta da Christian Mondrup.
Il 23 agosto 2011 è stata annunciata la fusione di WIMA con IMSLP. Un annuncio è stato dato, cinque giorni prima, in una lettera aperta pubblicata sul sito del progetto. A seguito della soluzione di alcuni problemi tecnici, il trasferimento è cominciato il 28 agosto ed è stato dichiarato ufficialmente completo il 21 luglio 2012.